# Agence nationale de l'assurance maladie
Pour les articles homonymes, voir ANAM.
 (novembre 2020).
Si vous disposez d'ouvrages ou d'articles de référence ou si vous connaissez des sites web de qualité traitant du thème abordé ici, merci de compléter l'article en donnant les références utiles à sa vérifiabilité et en les liant à la section « Notes et références ».
Agence Nationale de l'Assurance Maladie (ANAM) est un établissement public  marocain à caractère administratif, doté de la personnalité morale et de l'autonomie financière, et placé sous la tutelle de l'État. Elle a été créée le 26 mai 2005, pour veiller à la bonne application de la loi no 65-00, portant code de la couverture médicale de base.
Il siège à Rabat.

## Historique
L'Agence Nationale de l'Assurance Maladie est créée en vertu de l'article 57 de la loi 65-00 portant code de la couverture médicale de base, en tant qu'établissement public doté de personnalité morale et de l'autonomie financière. Sa création date du 26 mai 2005.

## Organisation
Lʼagence est administrée par un conseil présidé par le Premier ministre ou lʼautorité gouvernementale déléguée par lui à cet effet.
Il comprend en outre :
- a) des représentants de lʼadministration ;
- b) des représentants des employeurs ;
- c) des représentants des assurés des secteurs public et privé désignés par les centrales syndicales les plus représentatives ;
- d) des représentants des organismes gestionnaires de lʼassurance maladie obligatoire de base.

Siègent également au conseil dʼadministration de lʼagence, avec voix consultative, des représentants des prestataires de soins ainsi que des personnalités désignées pour leur compétence dans le domaine de lʼassurance maladie.
Lʼagence est gérée par un directeur.
Le directeur détient tous les pouvoirs et attributions nécessaires à la gestion de lʼagence.
Il exécute les décisions du conseil dʼadministration.
Il représente lʼagence en justice et peut intenter toutes les actions judiciaires ayant pour objet la défense des intérêts de lʼagence. Il doit, toutefois, en aviser le président du conseil dʼadministration.

Il assure la gestion de lʼensemble des services de lʼagence et nomme le personnel.

## Missions et activités
L'Agence nationale de l'assurance maladie a pour mission d'assurer l'encadrement technique de l'assurance maladie obligatoire de base et de veiller à la mise en place des outils de régulation du système dans le respect des dispositions législatives et réglementaires s'y rapportant.
À ce titre, elle est chargée de :
- s'assurer, de concert avec l'administration, de l'adéquation entre le fonctionnement de l'assurance maladie obligatoire de base et les objectifs de l'État en matière de santé;
- conduire, dans les conditions fixées par voie réglementaire, les négociations relatives à l'établissement des conventions nationales entre les organismes gestionnaires d'une part, les prestataires de soins et les fournisseurs de biens et de services médicaux d'autre part;
- proposer à l'administration les mesures nécessaires à la régulation du système d'assurance maladie obligatoire de base et, en particulier, les mécanismes appropriés de maîtrise des coûts de l'assurance maladie obligatoire de base et veiller à leur respect;
- émettre son avis sur les projets de textes législatifs et réglementaires relatifs à l'assurance maladie obligatoire de base dont elle est saisie par l'administration, ainsi que sur toutes autres questions relatives au même objet;
- veiller à l'équilibre global entre les ressources et les dépenses pour chaque régime d'assurance maladie obligatoire de base;
- apporter l'appui technique aux organismes gestionnaires pour la mise en place d'un dispositif permanent d'évaluation des soins dispensés aux bénéficiaires de l'assurance maladie obligatoire de base dans les conditions et selon les formes édictées par l'administration;
- assurer l'arbitrage en cas de litiges entre les différents intervenants dans l'assurance maladie;
- assurer la normalisation des outils de gestion et documents relatifs à l'assurance maladie obligatoire de base;
- tenir les informations statistiques consolidées de l'assurance maladie obligatoire de base sur la base des rapports annuels qui lui sont adressés par chacun des organismes gestionnaires;
- élaborer et diffuser annuellement un rapport global relatant les ressources, les dépenses et les données relatives à la consommation médicale des différents régimes d'assurance maladie obligatoire de base.

## Législation
Dahir no 1-02-296 du 25 rejeb 1423 (3 octobre 2002) portant promulgation de la loi no 65-00 portant code de la couverture médicale de base.
Dispositif de la couverture médicale de base